# 合田圭介
合田 圭介（ごうだ けいすけ、1974年 - ）は、日本の物理学者・化学者。東京大学大学院理学系研究科化学専攻・教授、カリフォルニア大学ロサンゼルス校工学部生体工学科・非常勤教授、武漢大学工業科学研究院・非常勤教授。カリフォルニア大学バークレー校理学部物理学科を首席で卒業。マサチューセッツ工科大学大学院理学部物理学科博士課程を修了（理学博士）。マサチューセッツ工科大学時に所属していた研究所Laser Interferometer Gravitational-Wave Observatory (LIGO)は2017年にノーベル物理学賞を受賞。先端光技術を基軸に人工知能やナノテク等を融合し、生体医工学分野に活用するなど、分野横断型研究において世界のトップランナーである。新規の研究分野・産業の開拓と価値観の創造に取り組んでいる。また、グローバルな環境での研究開発を通じて、理系分野でのグローバル・リーダーの育成に力を入れている。さらに、複数のディープテック系ベンチャー企業の創業に携わり、経営者としても活躍している。2014年に、ダボス会議として知られる世界経済フォーラムのヤング・グローバル・リーダーに選出された。同年に内閣府「革新的研究開発推進プログラム（ImPACT）」のプログラム・マネージャーや雑誌AERAの特集記事「日本を突破する100人」の一人に選出された。日本学術振興会賞、市村学術賞、日本学士院学術奨励賞、文部科学大臣表彰科学技術賞、シーボルト賞などの顕著な賞を多数受賞している。

## 経歴
- 2001年　カリフォルニア大学バークレー校　理学部物理学科　卒業（首席）
- 2007年　マサチューセッツ工科大学　大学院理学部物理学科博士課程　修了（理学博士）
- 2012年～現在　東京大学　大学院理学系研究科化学専攻　教授
- 2014年～2019年　内閣府革新的研究開発推進プログラム[1]　プログラム・マネージャー[2][3]
- 2019年～現在　武漢大学　工業科学研究院　非常勤教授
- 2019年～現在　カリフォルニア大学ロサンゼルス校　工学部生体工学科　非常勤教授
- 2022年～現在　株式会社CYBO　取締役Chief Scientific Officer
- 2022年～現在　株式会社LucasLand　社外取締役Chief Scientific Officer
- 2023年～現在　株式会社FlyWorks　取締役Chief Technology Officer
- 2025年～現在　東北大学　国際放射光イノベーション・スマート研究センター　客員教授

## 研究活動
合田は、合田研究室の主宰者として、光量子科学を基盤とする分子イメージング法と分子分光法にマイクロ流体化学と計算科学を融合することで、生物学と医学における発見を可能とする革新的技術「Discovery-Enabling Technologies」の創出とそれを用いた発見型研究を行っている。また合田は、開発した技術や獲得した知見を用いて、グリーンイノベーション領域（バイオ燃料、水質浄化、機能性食品など）及びライフイノベーション領域（がん検査、再生医療、創薬など）への展開を行っている。これまで多くの研究者が見逃してきたセレンディピティ（偶然の幸運な発見）を計画的に創出する技術の開発を行っている。物理と化学を基軸に、分子生物学、電子工学、情報科学、人工知能、生体医工学、応用数学、機械工学、ナノテクノロジー等の様々な異なる分野からのアイディアや手法を異分野融合することで、先端科学のフロンティアをリードしている。これまでに300近くの学術論文を発表、30以上の特許を出願し、3つのベンチャー企業を創業。2018年にセレンディピティラボを設立、ディレクターとして運営。

## 教育活動
合田は国際的な研究環境をサポートしており、21世紀の世界を築き上げるグローバルリーダーの育成を行っている。優秀な若手研究者の育成で多数の実績がある。2013年に東京大学にて合田教授が研究室を発足して以来、合計28名の大学教員（助教、准教授、教授）を世界各国（日本、アメリカ、中国、オーストラリア、韓国、イギリス、インドなど）の大学に輩出している。うち、5名が最年少教授である。

## 受賞歴と選出歴
- 2008年　Gravitational Wave International Committee Thesis Award
- 2010年　UCLA Chancellor's Award for Postdoctoral Research
- 2011年　Burroughs Wellcome Fund Career Award at the Scientific Interface
- 2013年　コニカミノルタ画像科学奨励賞（優秀賞）
- 2014年　TOBIRA賞（最優秀賞）
- 2014年　世界経済フォーラム ヤング・グローバル・リーダー
- 2014年　文部科学大臣表彰 若手科学者賞
- 2014年　日本生体医工学会 荻野賞
- 2014年　IEEE Photonics Society Distinguished Lecturers Award
- 2014年　AERA日本を突破する100人
- 2016年　WIRED Audi Innovation Award
- 2017年　日本光学会 光設計特別賞
- 2018年　国際光工学会SPIEフェロー
- 2018年　応用物理学会 高野榮一賞（光工学業績賞）
- 2018年　新技術開発事業団 市村学術賞
- 2018年　日本学術振興会賞
- 2019年　日本学士院 学術奨励賞
- 2019年　読売新聞テクノフォーラム・ゴールドメダル
- 2019年　アメリカ化学会Analytical Chemistry Young Innovator Award
- 2020年　王立化学会フェロー
- 2020年　文部科学大臣表彰 科学技術賞
- 2021年　国際光工学会SPIE Biophotonics Technology Innovator Award
- 2021年　双葉電子記念財団 衞藤細矢記念賞
- 2021年　王立化学会/Dolomite Pioneers of Miniaturization Lectureship
- 2022年　Photonics Challenge 最優秀ビジネス賞
- 2022年　独フンボルト財団Philipp Franz von Siebold Award（フィリップ・フランツ・フォン・ジーボルト賞）[6]
- 2023年　アメリカ科学振興協会（AAAS）フェロー
- 2023年　国際基礎科学大会 Frontiers of Science Award
- 2023年　日本デザイン振興会 グッドデザイン賞
- 2024年　王立化学会 Horizon Prize
- 2025年　応用物理学会 ダイバーシティ＆インクルージョン貢献賞
- 2025年　文部科学大臣表彰 科学技術賞